# Vazil Hudák
Vazil Hudák (ur. 18 października 1964 w Bardejowie) – słowacki politolog i menedżer, od 2015 do 2016 minister gospodarki.

## Życiorys
Absolwent Moskiewskiego Państwowego Instytutu Stosunków Międzynarodowych, prawa na Uniwersytecie Karola oraz bostońskiej Harvard Business School. W 1990 został urzędnikiem w ministerstwie spraw zagranicznych, w latach 1991–2006 był wiceprezesem do spraw programów w organizacji pozarządowej EastWest Institute. Następnie do 2010 pełnił funkcję wiceprezesa w Citigroup, a od 2010 do 2011 dyrektora wykonawczego w JPMorgan Chase Bank w Londynie.
W 2012 został sekretarzem stanu w resorcie finansów. W czerwcu 2015 objął urząd ministra gospodarki w drugim rządzie Roberta Ficy, sprawując go do marca 2016. W październiku tegoż roku powołany na wiceprezesa Europejskiego Banku Inwestycyjnego.